# Servizio permanente effettivo
Servizio permanente effettivo (SPE) indica il rapporto di servizio prestato dalla categoria ufficiali delle forze armate italiane. Tale rapporto - incompatibile con altre attività di lavoro dipendente ed in generale con la libera professione - è disciplinato  dal libro IV del codice dell'ordinamento militare.

## Caratteristiche
Sono definiti in "SPE" solo gli ufficiali del ruolo normale e del ruolo speciale delle forze armate.
Il carattere “permanente”, che va distinto dall'indeterminato, evidenzia stabilità e continuità che non presuppongono necessariamente un impiego stabile e continuativo, potendo mantenersi anche in una fase di quiescenza come il congedo militare. I vertici della stessa forza armata, possono valutare situazioni di non idoneità agli uffici del grado o di scarso rendimento, o ancora di dimissioni d’autorità, come presupposti per la cessazione d’ufficio dal servizio. Il passaggio da ufficiale di complemento a ufficiale in SPE avveniva in passato anche per meriti di guerra.
Non è possibile la cessazione a domanda dal servizio di norma, o di essere collocati in congedo qualora vi siano da rispettare obblighi di permanenza in servizio, contratti all'atto dell'incorporazione o al termine dei corsi di formazione. Il proscioglimento può essere disposto solo in casi particolari, previa valutazione e motivazione.
La mancata idoneità psico-fisica al servizio militare incondizionato può essere causa di temporanea sospensione dal servizio (l’aspettativa per infermità) o di definitiva interruzione del rapporto di servizio. Nel caso di interruzione volontaria non si parla poi di dimissioni, ma di proscioglimento dalla ferma che può essere disposta d'ufficio o a domanda, a seconda dei casi.